# 我們的主場演唱會
《MP魔幻力量《我們的主場 OURS'》 MP 演唱會 Live》是台灣流行樂團MP魔幻力量的第二張現場專輯，2016年8月26日推出。專輯收錄了他們在2014年12月20日於台北小巨蛋舉行的《MP魔幻力量《我們的主場 OURS'》 MP 演唱會》的曲目。

## 曲目/影片項目
- 曲目以專輯資料冊內為準。

### 預購典藏版
- USB (影片)
  - 01. MP魔幻力量:電音搖滾第一團OUR’S MP
  - 02. 戰神
  - 03. GET OUT
  - 04. 不要臉
  - 05. 天機
  - 06. 空中飛人
  - 07. 光合作用
  - 08. 感覺犯
  - 09. Miss Incredible
  - 10. 私奔到月球
  - 11. 黑白切
  - 12. Rock Zombie (VS.嚴爵)
  - 13. 維納斯
  - 14. 無敵貝斯手凱開 pk 魔幻吉他手雷堡
  - 15. 神奇DJ鼓鼓pk 瘋狂鼓手阿翔
  - 16. 我們的主場
  - 17. 生存遊戲
  - 18. 彩虹黑洞
  - 19. 我沒資格+忘了怎麼愛你
  - 20. 我還是愛著你
  - 21. 偷偷的
  - 22. 你是我最親愛的
  - 23. Superhero廷廷 pk 戰神嘎嘎 (MY LOVE)
  - 24. 好膽你就來
  - 25. 天堂之後
  - 26. 放了自己
  - 27. MP family:這是我們一起的主場
  - 28. 吼
  - 29. Superhero
  - 30. 射手
  - 31. 新世界
  - 32. 金剛合體 三鼓齊發 三倍強壯
  - 33. LongLiuLan
  - 34. 我們的主場:用力悲傷用力感動,一路衝撞只為一夜的輝煌
  - 35. 我是誰我是誰我是誰
  - 36. 不按牌理出牌
  - 37. 傷心的人別聽慢歌
  - 38. Thank You
  - 39. 夏日組曲 (Summer+要去高雄+我愛夏天)
- Bonus CD (歌曲)
  - 01. 我無法不愛你
  - 02. 未來就是現在 (搖滾版)

## 音樂錄影帶
| 歌名                                                        | 執導      | 首播時間         | 首播媒介 |
| ----------------------------------------------------------- | --------- | ---------------- | -------- |
| 未來就是現在 Lonely Rock Star （页面存档备份，存于）        | KATS MORI | 2015年9月18日0點 | Youtube  |
| 未來就是現在 Lonely Rock Star 搖滾版 （页面存档备份，存于） | -         | 2016年9月19日0點 | Youtube  |

## 唱片版本
- 正式版
- 預購版(24頁演唱會寫真冊以及兩首全新單曲Bonus CD)
- 預購典藏版(32g USBx1 +OUR’S MP鐵製鑰匙掛飾+預購限定全彩演唱會LIVE 40頁寫真冊+ 2首全新單曲bonusCD )

## 宣傳
2016年8月27日，MP魔幻力量於台北西門町紅樓前廣場舉行簽唱會，估計達1千人，就要閉關籌備新歌，希望下次復出時，能帶來全新作品給歌迷。

## 備註
1. 1 2  YESASIA : 我們的主場 OURS' MP 演唱會 LIVE (2DVD) (正式版)- MP魔幻力量, 相信音樂 - 國語演唱會及MV （页面存档备份，存于），2016年9月10日 (一) 11:34 (UTC+8)查閱（繁體中文）
2. ↑  專輯資料冊內提及。
3. ↑  黃雯犀. . 中國時報. 2016-08-28  [2016-09-13]. （原始内容存档于2016-11-06）.